# 皮滕哈特
皮滕哈特是德国巴伐利亚州的一个市镇。总面积27.91平方公里，总人口1696人，其中男性847人，女性849人（2011年12月31日），人口密度61人/平方公里。